# Stammheim - Il caso Baader-Meinhof
Stammheim - Il caso Baader-Meinhof (Stammheim) è un film di Reinhard Hauff del 1986. Vinse l'Orso d'Oro al Festival di Berlino.

## Trama
Stoccarda, 21 maggio 1975, nel carcere di massima sicurezza di Stammheim ha inizio il processo ai componenti della Rote Armee Fraktion, in particolare a coloro che hanno costituito la banda Baader-Meinhof: Andreas Baader, Ulrike Meinhof, Gudrun Ensslin e Jan-Carl Raspe. Essi, arrestati nel 1972, dopo tre anni di detenzione preventiva avvenuta nel completo isolamento, e dopo avere sollevato proteste allo scopo di ottenere condizioni migliori, culminate in un lungo sciopero della fame, conducono un'accorata difesa delle loro ragioni ma, dopo due anni di dibattimento, il procedimento si conclude con la condanna all'ergastolo dei tre imputati rimasti, dopo il suicidio di Ulrike Meinhof avvenuto il 9 maggio 1976. La vicenda tuttavia proseguirà in modo oscuro, poiché i tre verranno trovati morti nelle loro celle il 18 ottobre 1977, ufficialmente deceduti per suicidio.

## Riconoscimenti
- 1986 - Festival di Berlino
  - Orso d'oro